# 114738 Melissa
114738 Melissa è un asteroide della fascia principale. Scoperto nel 2003, presenta un'orbita caratterizzata da un semiasse maggiore pari a 2,3497619 au e da un'eccentricità di 0,1394383, inclinata di 6,59352° rispetto all'eclittica.